# Суперкубок Іраку з футболу 1999
Суперкубок Іраку з футболу 1999  — 4-й розіграш турніру. Матч відбувся 15 вересня 1999 року між чемпіоном і володарем кубка Іраку клубом Аль-Завраа та віце-чемпіоном Іраку клубом Ат-Талаба.
| Володар Суперкубка Іраку 1999 |
| ----------------------------- |
|                               |
| Аль-Завраа Другий титул       |

## Матч

### Деталі
| 15 вересня 1999 |

| Аль-Завраа        | 2:2 дч пен. 5:4 | Ат-Талаба |
| ----------------- | --------------- | --------- |
| Абдул-Латіф Рахім |                 | Кадхім    |

| Аль-Шааб, Багдад Арбітр: Хазім Хуссеїн |